# Assemblée nationale (Djibouti)
Pour les autres articles nationaux ou selon les autres juridictions, voir Assemblée nationale.
9e législature
Bâtiment de l'Assemblée nationale
L'Assemblée nationale (en arabe : الجمعية الوطنية, aljameiat alwatania) est le parlement monocaméral de la république de Djibouti, dépositaire du pouvoir législatif selon l'article 56 de la Constitution du pays. Son siège se situe dans la ville de Djibouti.

## Historique
La première Assemblée du territoire, alors colonie française, est de 1946 à 1957 le Conseil représentatif. La loi-cadre de 1956 institue une Assemblée territoriale, qui est remplacée en 1967 par la Chambre des députés. Cette dernière reste en fonction après l'indépendance en 1977 et prend le nom d'Assemblée nationale.

## Système électoral
L'Assemblée nationale est composée de 65 sièges pourvus pour cinq ans au scrutin proportionnel plurinominal avec listes bloquées dans cinq circonscriptions plurinominales dotées de 3 à 35 sièges en fonction de leur population. Soit Djibouti-Ville, 35 députés ; Dikhil, 11 députés ; Tadjourah, 6 députés ; Ali-Sabieh, 6 députés ; Obock, 4 députés et Arta, 3 députés. Après attribution dans chaque circonscription d'une prime majoritaire de 80 % des sièges au parti arrivé en tête, les 20 % restants sont répartis aux autres partis s'ils ont franchit le seuil électoral de 10 % des suffrages exprimés. Si aucune liste n'a franchit ce seuil, la liste arrivée en tête remporte la totalité des sièges de la circonscription.
Bien que le scrutin soit de « nature proportionnelle », la très forte prime majoritaire de 80 % des sièges attribuée à la liste arrivée en tête le rend « à finalité majoritaire ». Ce mode de scrutin, institué à la suite de la modification en 2012 de l'article 33 de la loi électorale, a été utilisé pour la première fois lors des élections de 2013. Auparavant, la liste arrivée en tête recevait l'intégralité des sièges de la circonscription.
Depuis 2018, un quart des sièges sont réservés aux femmes, soit seize députées.

## Organisation
Les députés jouissent de l'immunité parlementaire. Tous les citoyens sont éligibles sans distinction de sexe, à l'exception des militaires, des policiers et des hauts responsables de l'administration. Ils sont rééligibles sans limite.
L'Assemblée tient deux sessions annuelles, plus d'éventuelles sessions extraordinaires. Elle dispose de l'initiative des lois, conjointement avec le président de la République.

## Liste des présidents
| Période                 | Président               |
| ----------------------- | ----------------------- |
| Assemblée du territoire |                         |
| 1946-1950               |                         |
| Conseil représentatif   |                         |
| 1950-1955               | Albert Sahatdjian       |
| 1955-1957               |                         |
| Assemblée territoriale  |                         |
| 1957-1958               | Auguste Bats            |
| 1958-1963               |                         |
| 1963-1968               |                         |
| Chambre des députés     |                         |
| 1968-1973               |                         |
| 1973-1977               |                         |
| Assemblée nationale     |                         |
| 1977-1982               | Saad Warsama            |
| 1982-1987               | Abdoulkader W. Askar    |
| 1987-1992               | Abdoulkader W. Askar    |
| 1992-1997               | Said Ibrahim Badoul     |
| 1997-2003               | Said Ibrahim Badoul     |
| 2003-2008               | Idriss Arnaoud Ali      |
| 2008-2013               | Idriss Arnaoud Ali      |
| 2013-2023               | Mohamed Ali Houmed      |
| 2023-                   | Dileita Mohamed Dileita |